# 후지와라노 고레미치
후지와라노 코레미치(일본어: 藤原 伊通 ふじわら の これみち[*])는 헤이안 시대 후기의 공경이다. 후지와라 북가 나카미카도류 곤다이나곤 후지와라노 무네미치의 차남이다. 관위는 정2위 태정대신이다. 쿠죠의 저택에서 살았기 때문에, 쿠죠 다이쇼고쿠(九条大相国) 또는 오오미야 다이쇼고쿠(大宮大相国)라 불렸다.

## 약력
덴에이 3년 (1122년)에 참의로 승진했다. 그러나 다이지 5년 (1130년) 10월, 자신보다 나중에 참의가 된 후지와라노 나가자네가 먼저 곤츄나곤으로 승진한 것을 못마땅히 여겨 칩거를 했다. 덴쇼 원년 (1131년)에 관직 (참의, 중궁 곤다이부, 우병위독)을 그만두었다. 조쇼 2년 (1133년), 조정에 복귀해 곤츄나곤으로 승진했다. 
이후, 관백 후지와라노 타다미치에게 접근하여, 규안 6년 (1150년)에 딸 테이시/시메코를 타다미치의 양녀로, 고노에 천황에게 입내시켰다. 이어, 고노에 천황의 어머니 후지와라노 토쿠시/나리코 (비후쿠몬인)와 타다미치 등의 신뢰를 얻어, 발언력을 강화해 니조 천황의 에이랴쿠 원년 (1160년)에는 사촌인 후지와라노 무네스케의 뒤를 이어, 정2위 태정대신에 승진했고, 이후 사망할 때까지 5년에 걸쳐 재임했다. 조정의 본연의 자세를 설파한 『대괴비초(大槐秘抄)』를 저술하여, 니조 천황에게 바친 것으로도 알려졌으며, 이를 받은 천황도 관백 타다미치와 함께 코레미치를 중용하여, 친정 성향을 강화하여 고시라카와인과 대립하였다.
코레미치에게 있어, 비후쿠몬인은 외사촌남매이며 (코레미치의 어머니는 나가자네의 자매), 또, 타다미치는 여동생의 남편으로, 그의 출세 배경에는 이러한 규벌의 힘도 무관하지 않았다. 그러나, 그러면서도 자신의 풍부한 재주에 의한 정치력도 있고, 또한, 시가・관현・서예에도 능통한 문화인으로, 재치 있는 입담으로 늘 궁중 사람들을 웃음바다로 만들었던 일 등이 전해진다. 여러 의미에서 동시대의 제1급 궁중인이었다. 또, 선례를 존중하면서도, 사리에 맞지 않는다고 생각하면 그에 구애받지 않는 유연성도 갖고 있었다.
또, 격한 성격인데다가 독설가이기도 했다. 헤이지 원년 (1159년), 헤이지의 난 후에 후지와라노 노부요리가 멋대로 행한 논공행상에서 무사를 후대하는 것을 보고, "사람을 많이 죽인 자가 은상을 받는다면, 어째서 산죠도노의 우물에 벼슬을 줄 수 없는가"고 공언, 난의 주모자인 노부요리 측의 군세가 산죠도노를 불태웠을 때, 많은 여관이 우물에 뛰어들어 사망한 것을 인용하여 노부요리를 통렬히 비판했다 (『이마카가미(今鏡)』, 『헤이지모노가타리(平治物語)』). 또한, 『대괴비초(大槐秘抄)』에서는 옛의례의 부흥을 설파하는 한편, 귀족이나 사찰에 주어져야 할 봉호 제도가 폐지되었기 때문에, 대신하는 것으로 장원이나 지행국의 제도가 존재하고 있음을 설파하며, 장원 정리령을 비판하고 있다.
일기로 『쿠죠 다이쇼고쿠기(九条相国記)』 (『곤다이나곤 코레타다교기(権大納言伊通卿記)』)가 있다. 후시미노미야어기록소수 『백단어불어자필법화경공양부류기(白檀御仏御自筆法華経供養部類記)』, 『본조세기(本朝世紀)』, 『어유초(御遊抄)』 등에 다이지 5년 (1125년), 호엔 원년 (1135년), 2년, 규안 2년 (1145년), 3년, 4년, 5년의 기문이 있다. 『쿠죠 다이쇼고쿠 지모쿠초(九条相国除目抄)』라는 제목에 관한 총 8권의 책을 저술한 것으로 알려져 있다 (『본조서적목록(本朝書籍目録)』). 이 책은 현존하지 않지만, 『어로우보(魚魯愚鈔)』, 『제목초(除目抄)』 등에 보이는 「구초(九抄)」, 「여초(要抄)」로 표기된 것이 그것일 것으로 보인다.

## 일화
- 아버지인 후지와라노 무네미치이 사망하기 직전, "영지는 일단, 아내 (코레미치 등 형제의 어머니)에게 주고, 아내가 숨진 뒤에 아이들에게 나누어 주도록"이라 말해서, 장래 아이들이 받을 땅을 미리 지정한 후 숨졌다. 그런데, 형제 중 한명인 후지와라노 노부미치가 어머니보다 먼저 병사했다. 그래서 어머니가 사망하기 직전에 남겨진 다른 아들인 노부미치가 받을 땅을 다른 자식들에게 영지를 나누어 주도록 지시했다. 하지만, 코레미치만은 "그럼 아버지와의 약속에 역행한다"라고 말하고, 죽은 형의 아들에게 형의 몫의 영지를 주었다. 사람들은 그를 결백하고 정직하고 효심이 깊은 친구(孝友廉直)라고 평했다 (『태기(台記)』 규안 6년 11월 30일조).
- 다이지 4년 (1129년), 지모쿠 (헤이안 시대에 대신 이외의 모든 벼슬을 임명하는 의식)에서 나카하라노 모로토오를 이키노카미와 스오노켄스이의 이중으로 맡긴 것이 다음 해에야 발각되어, 가을 지모쿠에서 취소 절차를 밟으려다 모로토오가 병사하고 말았다. 그 때문에, 취급에 대해 논의가 되었다. 그 때, 대외기에는 "(이중으로 받은) 스오노켄스이를 취소하는 것이 타당하다"라고 말했지만, 많은 귀족이 고인에게 관여하고 싶지 않다고, 그대로 공석으로 두면 된다고 주장했다. 그러나, 코레미치만은 대외기가 시키는데로, 공식 기록에 있어서는 안되는 기록이 남아 버리기 때문에, 선례가 없어도 취소해야한다고 끝까지 주장했으나, 통과되지 않았다 (『중우기(中右記) 다이지 5년 9월 28일조』). 이 건이나, 『쿠죠 다이쇼고쿠 지모쿠초(九条相国除目抄)』의 편찬 등에 의해서, 코레타다가 외기의 업무에 이해를 나타낸 것은 외기국으로부터 길게 감사를 받아, 50여 년 후에 대외기의 키요라하노 요리나리가 쿠죠 카네자네에 대해, 외기의 재건에 힘쓴 인물로서 후지와라노 요리나가ㆍ신제이와 함께 코레미치의 이름을 올렸다 (『옥엽(玉葉)』 겐랴쿠 2년 4월 29일조).
- 코레미치는 자신이 의문스럽게 생각한 것, 수상하게 생각한 것은 반드시, 죠로나 경험자에게 즉석에서 질문해 납득하려고 하는 성격이었다. 그러면서도 덜렁거리는 측면도 있고, 착각에 의한 실패담도 전해지고 있다 (『고금저문집(古今著聞集)』 권 제3 「공사」97 등).

## 계보
- 아버지 : 후지와라노 무네미치
- 어머니 : 후지와라노 아키스에의 딸
- 정실 : 후지와라노 타츠코 - 후지와라노 아키타카의 딸
  - 아들 : 후지와라노 코레자네 (伊実, 1125년 - 1160년)
  - 딸 : 후지와라노 테이시/시메코 (쿠죠인, 1131년 - 1176년) - 후지와라노 타다미치의 양녀, 코노에 천황의 중궁
- 아내 : 후지와라노 사다자네의 딸
  - 아들 : 후지와라노 타메미치 (1112년 - 1154년)